# Volo Allegheny Airlines 371
Il volo Allegheny Airlines 371 era un volo passeggeri regionale tra Filadelfia, Pennsylvania, e Cleveland, Ohio, con scali ad Harrisburg, Williamsport, Bradford ed Erie.
Il 1 dicembre 1959 il Martin 2-0-2, che operava il volo, partì da Harrisburg con 26 occupanti tra passeggeri e membri dell'equipaggio a bordo, e si schiantò durante le manovre di atterraggio nei pressi dell'aeroporto di Williamsport, a causa del maltempo. Sopravvisse un solo passeggero; dei 26 passeggeri e dell'equipaggio molti provenivano dalla Pennsylvania o da altri stati affacciati sull'Atlantico; due passeggeri erano stranieri, uno originario della Francia e l'altro della Lituania.
Fu il primo incidente aereo mortale nella storia della compagnia Allegheny Airlines, e fu il suo peggior incidente fino allo schianto del volo Allegheny Airlines 853 del 1969. Divenne anche il più grande incidente aereo nella storia della contea e l'unico incidente mortale che coinvolse l'aeroporto di Williamsport, fino al disastro aereo di Merion avvenuto nel 1991.

## Il volo
Il volo Allegheny Airlines 371 sarebbe dovuto partire da Filadelfia e arrivare a Cleveland, effettuando lungo la rotta quattro scali a Harrisburg, Williamsport, Bradford ed Erie. L'aereo partì da Filadelfia alle 08:15 e procedette secondo le regole del volo a vista verso Harrisburg, dove atterrò alle 08:51 senza problemi. Ripartì da Harrisburg alle 09:06 con a bordo 22 passeggeri, 4 membri dell'equipaggio e 598 libbre di bagagli, posta e merci.

## L'incidente

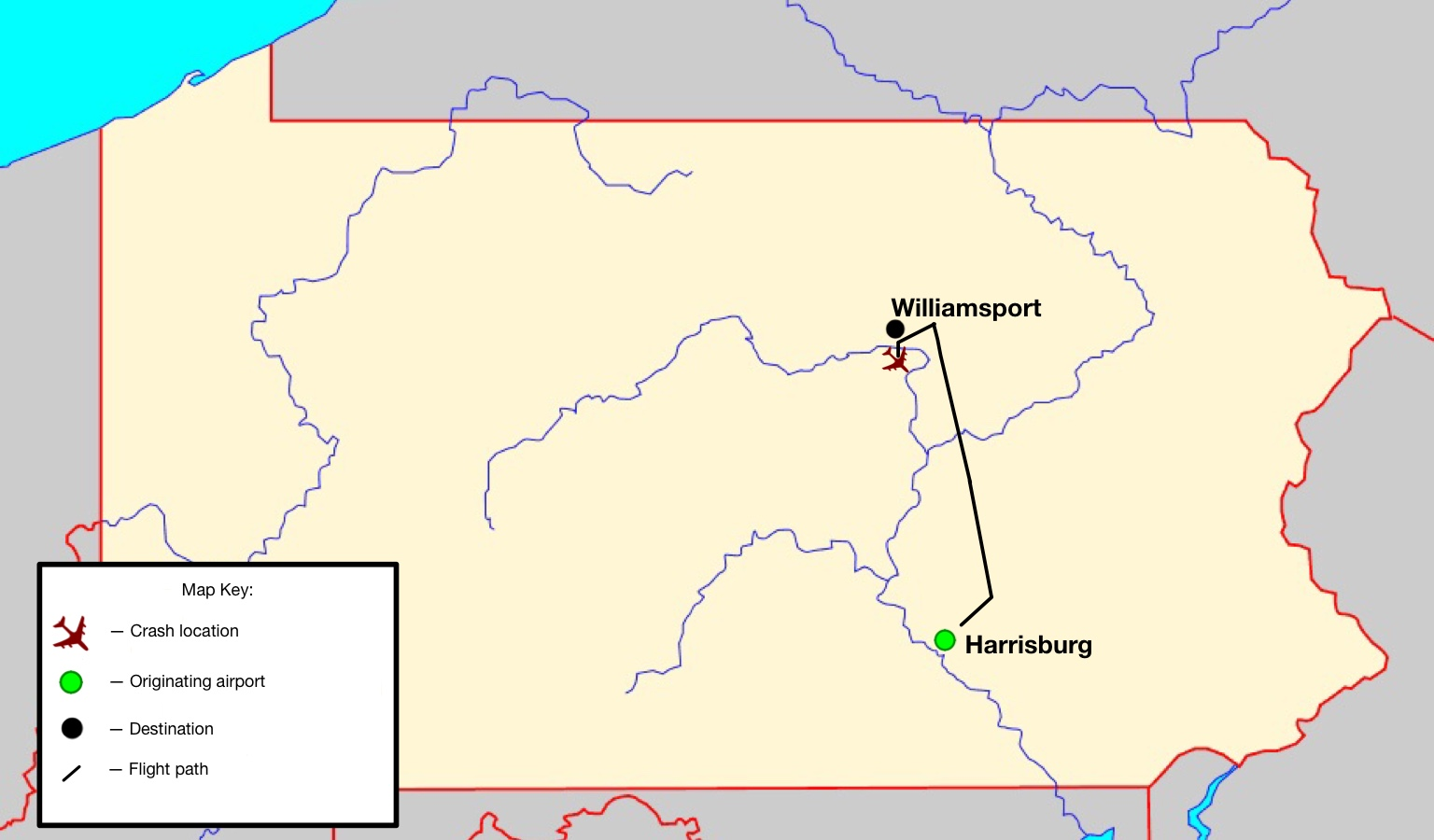
Mappa mostrante la rotta del volo 371 fino al momento dell'impatto.

Martedì 1 dicembre 1959 alle 09:06 EST (14:06 UTC ) il volo Allegheny Airlines 371 partì dall'aeroporto statale di Harrisburg-York con 22 passeggeri, un membro dell'equipaggio aggiuntivo e 598 libbre di carico. Il peso lordo al momento del decollo era di 36.429 libbre, ovvero 2.081 libbre al di sotto del peso massimo al decollo (MTOW).
Alle 09:23 EST il volo 371 comunicò via radio a Williamsport che stava effettuando delle virate di 360° cinque minuti a sud delle basse frequenze radar di Williamsport a un'altitudine di 3.500 piedi, seguendo le regole del volo a vista, e richiese un'autorizzazione strumentale per l'atterraggio all'aeroporto regionale di Williamsport. Da lì i controllori risposero fornendo le condizioni meteorologiche intorno alle 09:17 EST. Alle 09:27 EST il Martin ricevette l'autorizzazione ad atterrare direttamente all'aeroporto dalla sua posizione in quello specifico momento, e doveva mantenere i 4.000 piedi di quota. Alle 09:33 EST il volo 371 fu autorizzato all'avvicinamento all'aeroporto di Williamsport, ricevendo anche l'istruzione di segnalare quando fossero atterrati.
Intorno alle 09:45 EST il volo 371 venne avvistato sopra l'aeroporto, tuttavia troppo in alto per effettuare un atterraggio sicuro. Dopo questo avvicinamento iniziale, l'Allegheny 371 sorvolò la pista e svoltò a destra per un avvicinamento circolare alla pista 27. Poiché questo cerchio era apparentemente completo, l'aereo uscì dalla sua virata a destra e virando nella direzione opposta a sinistra procedendo in volo livellato, in direzione sud, scomparendo in rovesci di neve e nubi. Questo è quanto riferito da un dipendente dell'aeroporto e dal capitano di un Douglas DC-3 della Capital Airlines in attesa dell'arrivo del volo 371 sulla pista 27. Intorno alle 09:47 EST gli operatori aeroportuali sentirono l'aereo schiantarsi contro il Monte Bald Eagle.

### Operazioni di soccorso

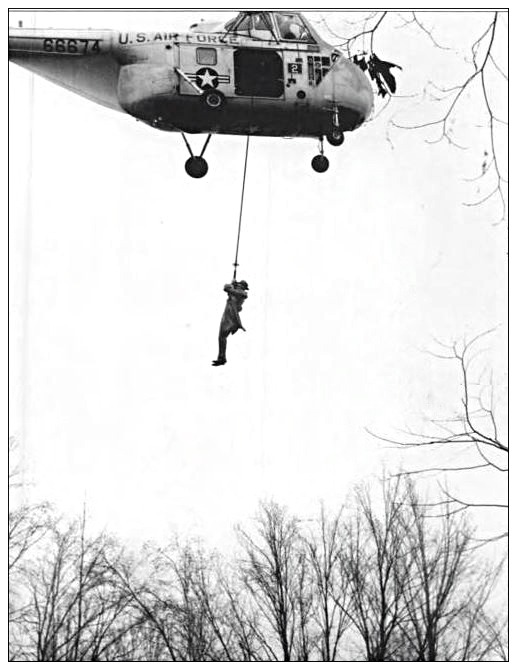
Il medico locale Wilfred W. Wilcox fu calato sul luogo dell'incidente dall'elicottero della US Air Force.

A causa della zona impervia in cui il velivolo si schiantò, i soccorritori impiegarono circa trenta minuti per raggiungere l'aereo precipitato. Il sito era così difficile da raggiungere che un medico locale, Wilfred W. Wilcox, dovette essere trasportato sulla scena dell'incidente tramite un elicottero Sikorsky H-19 Chickasaw dell'Aeronautica degli Stati Uniti e calato sul luogo dell'impatto, data l'impossibilità di un atterraggio sicuro. Con la pendenza vicina ai 30 gradi, le operazioni procedettero lentamente. Una volta che le autorità raggiunsero il sito intorno alle 10:25, venne ritrovato Louis Matarazzo, unico sopravvissuto al disastro; nel tardo pomeriggio tutti i corpi vennero prelevati e portati in una struttura apposita.

## I passeggeri e l'equipaggio
Gli occupanti a bordo, divisi per Stato o nazione di residenza, erano i seguenti:
| Stato/Nazionalità | Numero |
| ----------------- | ------ |
| Pennsylvania      | 16     |
| Ohio              | 3      |
| California        | 1      |
| New York          | 1      |
| Carolina del Nord | 1      |
| Carolina del Sud  | 1      |
| Virginia          | 1      |
| Francia           | 1      |
| Lituania          | 1      |
| Totale            | 26     |

### Unico sopravvissuto
Persero la vita venticinque persone, tranne Louis Matarazzo, un manager di un'azienda di abbigliamento sportivo di Filadelfia in viaggio per affari e l'unico superstite alla tragedia. Inizialmente altri due passeggeri erano sopravvissuti, ma morirono prima che potessero essere trasportati in ospedale.

### Equipaggio
A bordo c'erano 4 membri dell'equipaggio, 3 piloti e un assistente di volo. Il comandante Thomas Ronald Goldsmith aveva accumulato oltre 12.000 ore di volo e lavorava per Allegheny da nove anni. I copiloti George Matthew Bowers e Donald Winston Tygert occupavano rispettivamente il sedile di destra e quello di sinistra. L'unico steward era il 28enne William Thompson Conger, Jr.

## Le indagini

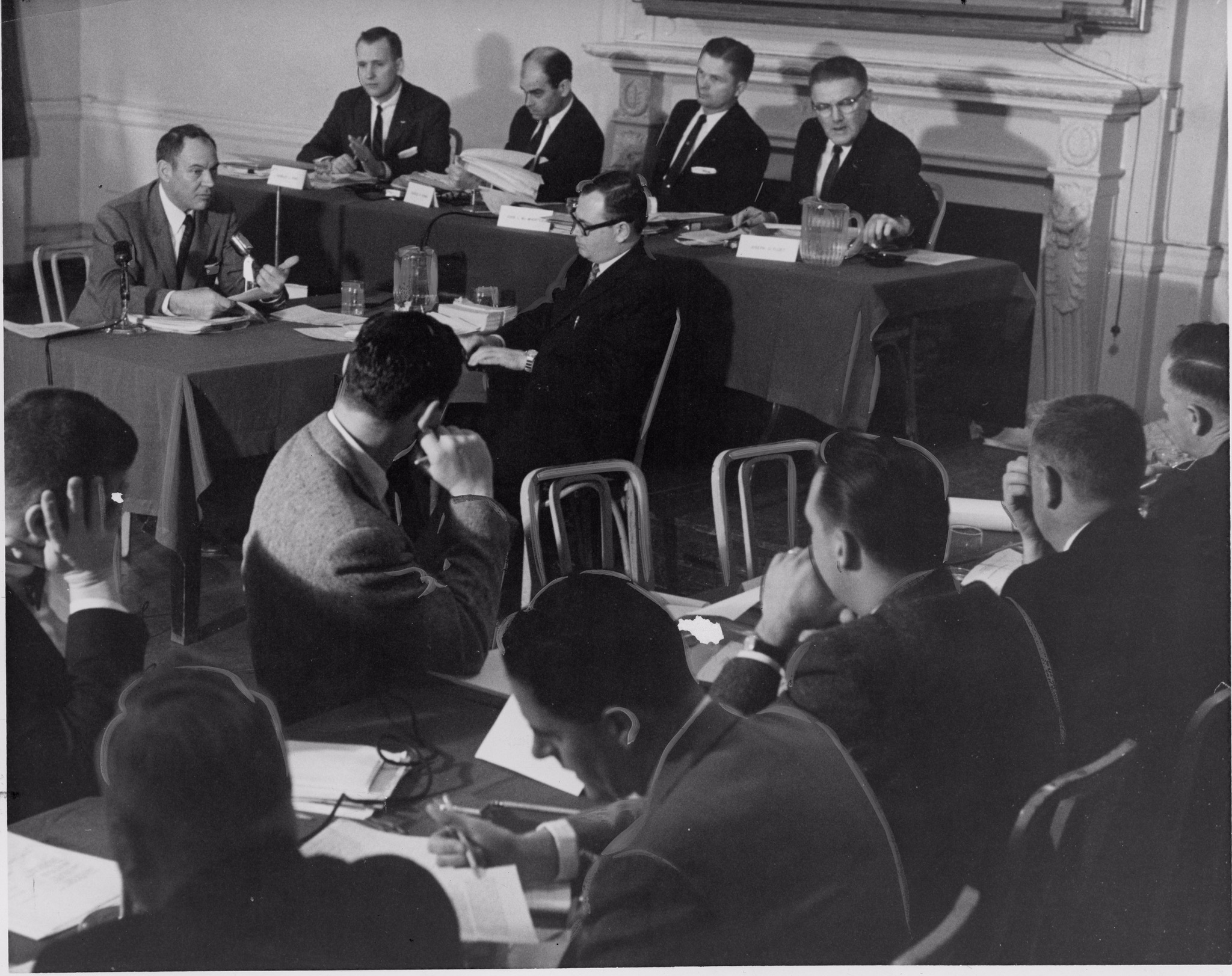
Audizione pubblica sull'incidente tenutosi all'Hotel Genetti nel gennaio 1960.

Gli investigatori, chiamati immediatamente, arrivarono sul luogo dell'incidente il giorno successivo; il Civil Aeronautics Board aprì un'indagine il 2 dicembre 1959. Le prime ipotesi che vennero vagliate riguardarono l'errore del pilota, condizioni meteorologiche avverse, un guasto alla strumentazione nella cabina di pilotaggio o un guasto meccanico.
L'8 novembre 1960 il consiglio pubblicò le sue conclusioni, annunciando: "Il consiglio ritiene che questo incidente sia stato causato dalla mancata esecuzione da parte del comandante di un avvicinamento tempestivamente abbandonato. Il cambiamento probabilmente accidentale della bussola fluxgate, che avrebbe comportato un'indicazione di rotta errata, è considerato un possibile fattore che ha contribuito all'incidente."
Come conseguenza dell'incidente, dal 1961 la Federal Aviation Administration richiese a tutti gli aerei commerciali di adottare protezioni adeguate su tutti gli aeromobili dotati di bussole fluxgate situati in una posizione che ne avrebbe consentito l'attivazione involontaria.

## Eredità

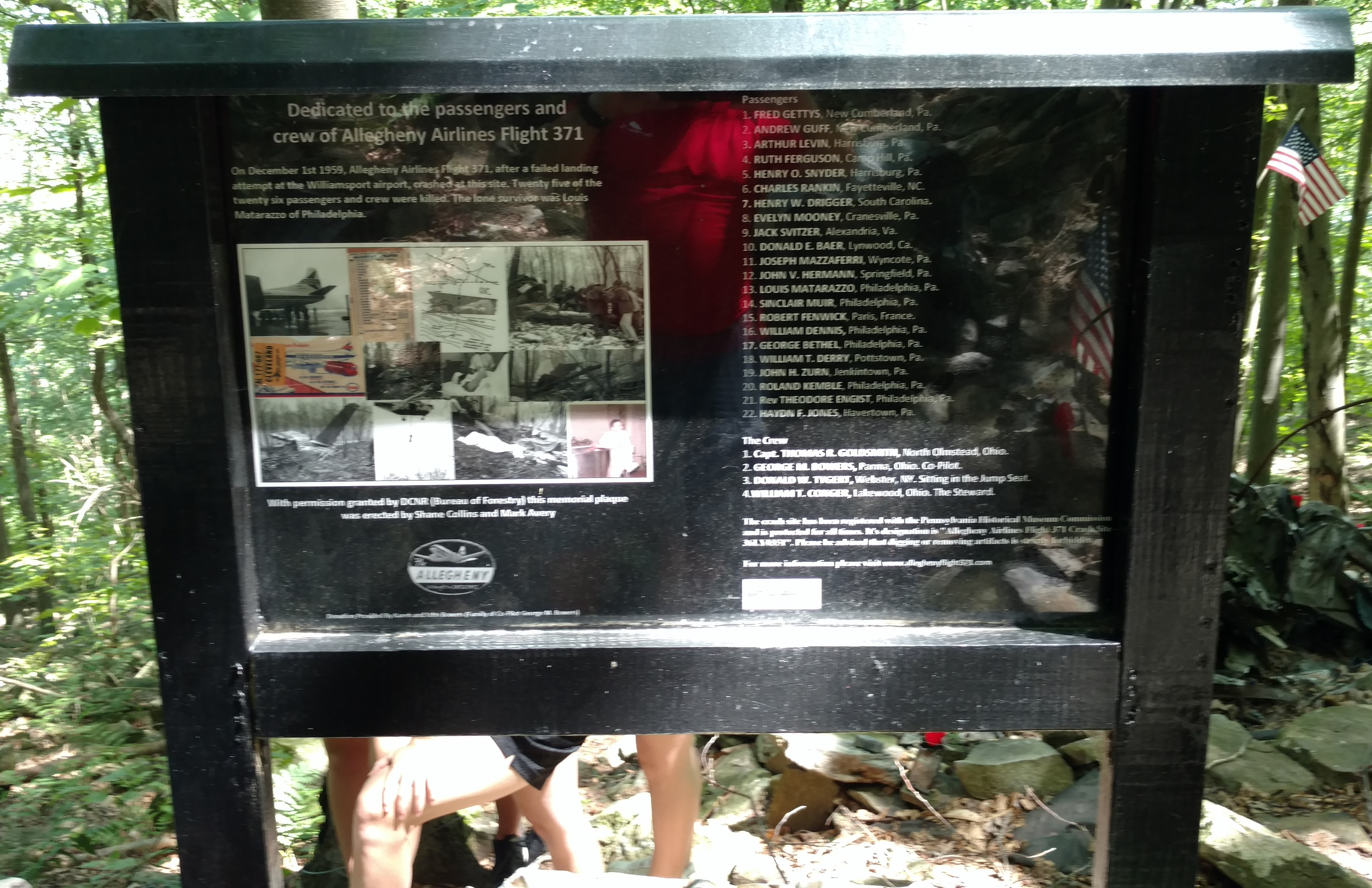
Placca commemorativa del volo Allegheny Airlines 371.

Nel maggio 2014 Shane Collins, residente nell'area di Williamsport, e suo cugino, Mark Avery, rintracciarono il luogo dell'incidente del volo 371 su Bald Eagle utilizzando il GPS. Robin Van Auken, un istruttore di archeologia al Lycoming College e membro del consiglio del Northcentral Chapter 8 della Society for Pennsylvania Archaeology, guidò gli sforzi che portarono la Commissione statale storica e dei musei a designare il luogo dell'incidente (delle dimensioni di un campo da football) come sito archeologico ufficiale. Il recupero dei manufatti risultò difficile in quanto gran parte del sito si trova su una pendenza di 67 gradi.
Nell'ottobre 2016 è stata piazzata una targa commemorativa sul luogo dell'incidente.